# Sai (ci basta un sogno)
Sai (ci basta un sogno) è un singolo del cantautore italiano Raphael Gualazzi, pubblicato il 13 febbraio 2013 come primo estratto dal terzo album in studio Happy Mistake.
Il brano ha partecipato alla sessantatreesima edizione del Festival di Sanremo classificandosi al 5º posto, ed è stato inserito nella compilation Sanremo 2013. La canzone ha raggiunto la posizione numero 15 della classifica italiana.

## Tracce
Download digitale
1. Sai (ci basta un sogno) – 4:05 (testo: Raphael Gualazzi – musica: Raphael Gualazzi)

## Video musicale
Il videoclip è stato pubblicato il 12 febbraio 2013. In esso, Gualazzi è ripreso (con un'inquadratura fissa) nell'esecuzione della canzone al pianoforte, mentre intorno a lui scendono al rallentatore vari palloncini bianchi.